# Francescuccio Ghissi
Francescuccio di Cecco Ghissi (1359 – 1395) è stato un pittore italiano.

## Biografia
Ghissi era un esponente di stile gotico, attivo soprattutto nelle Marche. È noto per aver lavorato con Allegretto Nuzi. Dipinse principalmente opere religiose per le commissioni ecclesiastiche, ma poco si sa sulle sue attività e opere eccetto quella della Madonna dell'Umiltà. Ha anche opere esposte nella Pinacoteca civica di Fabriano, dipinte per il duomo di Fabriano. Altri dipinti sono presenti ad Ascoli Piceno (chiesa di Sant'Agostino), a Montegiorgio (chiesa di Sant'Andrea) e alla Pinacoteca di Fermo.